# Губовка
Гу́бовка (укр. Губівка) — село в Компанеевской поселковой общине Кропивницкого района Кировоградской области Украины.
До 2020 года входило в Компанеевский район
Население по переписи 2001 года составляло 721 человек. Почтовый индекс — 28413. Телефонный код — 5240. Код КОАТУУ — 3522881601.

## Известные уроженцы
Епископ Геннадий (Левицкий)